# Against
Against (рус. Против) — седьмой студийный альбом бразильской метал-группы Sepultura был выпущен 6 октября 1998 года лейблом Roadrunner Records.
Against первый альбом группы с новым вокалистом Дерриком Грином, который заменил основателя группы Макса Кавалеру, ушедшего из группы в 1997 году. Когда в состав группы вошёл Деррик Грин, большинство новых песен уже были написаны, оставалось только записать вокал.

## Отзывы
Against стал полностью провальным альбомом в коммерческом плане по сравнению с Roots, продавшись количеством только 18 000 копий на первой неделе в США. Общее количество продаж в США составило более чем 130 000 копий.
Большая часть критики среди поклонников группы была направлена в сторону вокала Дэррика Грина, к которому многим фанатам было тяжело привыкнуть.

## Тур
Группа поддержала трэш-метал-группу Metallica в туре, проходившем в мае 1999 года в Бразилии.

## Список композиций
| №   | Название                                                                                   | Длительность |
| --- | ------------------------------------------------------------------------------------------ | ------------ |
| 1.  | «Against»                                                                                  | 1:54         |
| 2.  | «Choke»                                                                                    | 3:36         |
| 3.  | «Rumors»                                                                                   | 3:04         |
| 4.  | «Old Earth»                                                                                | 4:28         |
| 5.  | «Floaters in Mud»                                                                          | 4:58         |
| 6.  | «Boycott»                                                                                  | 3:10         |
| 7.  | «Tribus»                                                                                   | 1:39         |
| 8.  | «Common Bonds»                                                                             | 2:58         |
| 9.  | «F.O.E.(Jimmy Bowen cover) (on the Vanishing Point soundtrack as 'Freedom of Expression')» | 2:08         |
| 10. | «Reza (Prayer - feat. Joao Gordo from Ratos de Porao on vocals)»                           | 2:16         |
| 11. | «Unconscious»                                                                              | 3:37         |
| 12. | «Kamaitachi (feat. Kodo)»                                                                  | 3:03         |
| 13. | «Drowned Out»                                                                              | 1:28         |
| 14. | «Hatred Aside (feat. Jason Newsted from Metallica on vocals and baritone guitar)»          | 5:13         |
| 15. | «T3rcermillennium»                                                                         | 3:56         |
| 16. | «Gene Machine/Don't Bother Me" (Bad Brains) (бонус бразильского издания)»                  | 2:51         |
| 17. | «Prenúncio (бонус бразильского издания)»                                                   | 5:10         |

## Позиции в чартах
Альбом — Billboard (Северная Америка)
| Год  | Чарт              | Позиция |
| ---- | ----------------- | ------- |
| 1998 | The Billboard 200 | 82      |

## В записи участвовали
- Игор Кавалера — ударные
- Деррик Грин — Вокал
- Андреас Киссер — Гитара
- Пауло Шисто Пинто младший — бас-гитара